# Herschel Mayall
Herschel Mayall (12 de julio de 1863 – 10 de junio de 1941) fue un actor cinematográfico de nacionalidad estadounidense, activo principalmente en la época del cine mudo. 
Nacido en Bowling Green, Kentucky, actuó en 112 filmes estrenados entre 1912 y 1935. 
Falleció en Detroit, Míchigan, en 1941, a causa de una hemorragia cerebral.

## Selección de su filmografía
- 1912: When Lee Surrenders, de Thomas H. Ince
- 1912: The Dead Pay, de Francis Ford
- 1913: Days of '49, de Thomas H. Ince
- 1913: The Great Sacrifice, de Raymond B. West
- 1913: The Battle of Gettysburg, de Thomas H. Ince y Charles Giblyn
- 1914: Star of the North, de Thomas H. Ince y Jay Hunt
- 1914: In the Sage Brush Country, de William S. Hart
- 1915: The Toast of Death, de Thomas H. Ince
- 1915: On the Night Stage, de Reginald Barker
- 1916: Sins of Her Parent, de Frank Lloyd
- 1916: The Aryan, de Reginald Barker, William S. Hart y Clifford Smith
- 1916: Civilization, de Reginald Barker, Thomas H. Ince y Raymond B. West
- 1917: Cleopatra, de J. Gordon Edwards
- 1920: Kismet, de Louis J. Gasnier
- 1921: Queen of Sheba,  de J. Gordon Edwards
- 1923: The Isle of Lost Ships), de Maurice Tourneur
- 1930: Fast and Loose, de Fred C. Newmeyer
- 1931: His Woman, de Edward Sloman

## Galería fotográfica

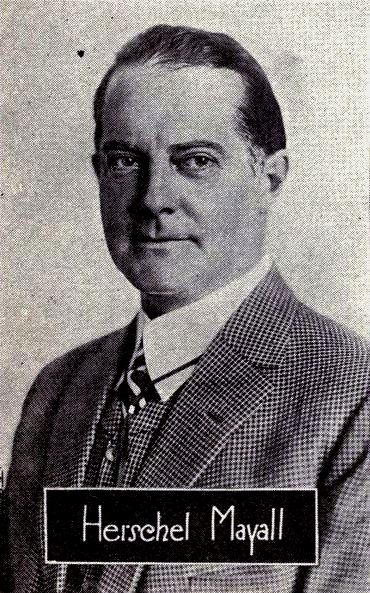
Mayall en 1921
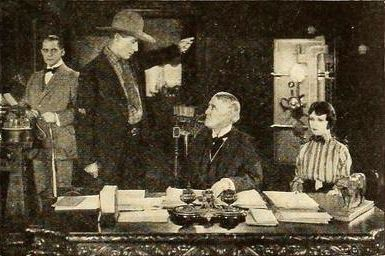
Escena de The Money Corral (1919), con Herschel Mayall, William S. Hart, Winter Hall y Rhea Mitchell